# 福知山高速線
福知山高速線（ふくちやまこうそくせん）は、かつて中国自動車道・舞鶴若狭自動車道経由で、大阪府大阪市・吹田市・豊中市・兵庫県宝塚市と、兵庫県西宮市・神戸市・現三木市・三田市・現丹波篠山市・現丹波市・京都府福知山市間を結んでいた、昼行高速バス路線である。

## 概要
- 1988年7月21日、神姫バス、西日本ジェイアールバスの2社共同で運行開始[1]。
- 1993年10月1日以降、利用低迷により西日本ジェイアールバスが撤退。
- 1998年4月1日、利用が少ない丹南篠山口インター-福知山駅間を運休し、大阪駅-篠山営業所間の運行となった。
- 1999年4月1日、全線廃止。
- 廃止後、舞鶴若狭自動車道上のバスストップは、管理用施設に転用された。

## 停車停留所
▼…下りは乗車のみ、上りは降車のみの扱い
▲…上りは乗車のみ、下りは降車のみの扱い
◆…双方向乗降可能
| 停車停留所名               |   | 備考 |
| -------------------------- | - | ---- |
| 大阪駅                     | ▼ |      |
| 新大阪駅                   | ▼ |      |
| 千里ニュータウン(桃山台駅) | ▼ |      |
| 宝塚IC                     | ▼ |      |
| 西宮北IC                   | ▼ |      |
| 長尾                       | ◆ |      |
| 上荒川                     | ◆ |      |
| 三田西IC                   | ◆ |      |
| 大川瀬                     | ◆ |      |
| 古森                       | ◆ |      |
| 丹波篠山口IC               | ◆ |      |
| 西紀                       | ◆ |      |
| 中山                       | ◆ |      |
| 春日IC                     | ◆ |      |
| 市島                       | ◆ |      |
| 六人部                     | ◆ |      |
| 福知山IC                   | ▲ |      |
| 福知山駅                   | ▲ |      |

## 車両
- エアロバス

## 車内設備
- 4列リクライニングシート
- 読書灯
- 補助席

## 運行本数
- 開業時；昼行4往復
- 末期；昼行1往復

## 備考
- 2019年4月現在、舞鶴若狭自動車道を走行する神姫バスの路線は、特急38系統（関西記念墓園発着便）、新大阪 - 三田線、 新大阪 - 関西池田記念墓地公園

のみとなっている。
- 舞鶴若狭自動車道を走行する、阪急バス・丹後海陸交通の大阪 - 福知山・舞鶴・宮津線は、当自動車道上のバスストップには停車しない。
- 全但バス、阪急観光バスが運行する夢千代号・かに王国号の、舞鶴若狭自動車道、北近畿豊岡自動車道経由便の運行が開始されたことにより、春日インターのバスストップが復活した。